# Чуканов, Максим Валерьевич
Максим Валерьевич Чуканов (род. 23 июня 1974, Москва) — российский хоккеист, защитник. Мастер спорта России.

## Биография
Встал на коньки в семь лет. Воспитанник СДЮШОР «Крылья Советов», первый тренер Валерий Платянский, тренер Евгений Полеев. Отыграл за команду семь сезонов (1992/93 — 1998/99). По ходу последнего сезона в команде разразился финансовый кризис, и Чуканов уехал играть в лигу «Б» Швейцарии за «Кур». Отказался от контракта на следующий год и хотел перейти в тольяттинскую «Ладу». Но не сошёлся характерами с главным тренером Геннадием Цыгуровым, и провёл сезон в «тихоновском» ХК ЦСКА в высшей лиге. В сезонах 2000/01 — 2001/02 играл в Италии за «Ренон». Вернувшись в Россию, играл в высшей лиге за «Витязь» Подольск (2002/03 — 2003/04), ХК МВД (2004/05), «Торпедо» НН (2005/06), «Дмитров» (2006/07 — 2008/09), «Титан» Клин (2009/10), «Молот-Прикамье» Пермь (ВХЛ, 2010/11).
Игрок любительских лиг. Снимался в сериале «Молодёжка».